# Ira Gershwin
Ira Gershwin, nom artístic d'Israel Gershowitz (Nova York, 6 de desembre de 1896 - Beverly Hills, Califòrnia, 17 d'agost de 1983) va ser un lletrista estatunidenc que va col·laborar amb el seu germà menor, el compositor George Gershwin, per crear algunes de les cançons més memorables del segle 20.
Amb George va escriure més d'una dotzena d'espectacles de Broadway, amb cançons com "I Got Rhythm", "Embraceable You", "The Man I Love" i "Someone to Watch Over Me". També va ser responsable, juntament amb DuBose Heyward, del llibret de l'òpera Porgy and Bess de George.
L'èxit que els germans tenien amb els seus treballs de col·laboració ha eclipsat sovint el paper creatiu que jugava Ira. No obstant això, el seu domini de la composició va continuar després de la prematura mort de George. Va escriure diversos èxits amb compositors com Jerome Kern ("Long Ago (and Far Away)"), Kurt Weill i Harold Arlen.
El seu aclamat llibre Lyrics on Several Occasions de 1959, una amalgama d'autobiografia i antologia comentada, és una font important per a l'estudi de l'art de la lletrista a l'edat d'or de la cançó popular estatunidenca.

## Biografia
Fill de Morris (Moishe) i Rose Gershovitz, que va canviar el cognom a Gershvin molt abans que els seus fills aconseguissin la fama (no s'escriu "Gershwin" fins més tard). Tímid en la seva joventut, va passar gran part del seu temps a casa llegint, però des de l'escola primària fins a la universitat va tenir un paper important en diversos diaris i revistes escolars. Es va graduar a Townsend Harris High School l'any 1914, on va conèixer a Yip Harburg. Va anar al City College of New York, però la va deixar.
La casa de la infància d'Ira i George Gershwin era al centre del districte dels teatres de llengua jiddisch, al segon pis del 91 de Second Avenue, entre East 5th Street i East 6th Street. Els germans freqüentaven els teatres locals jiddisch.
Mentre que el seu germà menor va començar a compondre i promocionar-se a Tin Pan Alley a l'edat de divuit anys, Ira treballava com a caixer als Banys Turcs del seu pare. No va ser fins a 1921 que Ira es va involucrar en el negoci de la música. Alex Aarons va contractar a Ira per escriure la música del seu pròxim espectacle, Two Little Girls in Blue (escrit sota el pseudònim de "Arthur Francis"), amb els co-compositors Vincent Youmans i Paul Lannin. Les lletres dels cançons de Gershwin van ser ben rebudes i li van permetre ingressar amb èxit al món del teatre amb un sol espectacle.
No va ser fins a 1924 que Ira i George Gershwin es van unir per escriure la música per al seu primer èxit a Broadway Lady, Be Good! Una vegada els germans es van unir, la combinació dels seus talents va esdevenir una de les forces més influents en la història del teatre musical estatunidenc. "Quan els Gershwin es van unir per escriure cançons per a Lady, Be Good, el musical estatunidenc va trobar el seu llenguatge natiu". Junts, van escriure la música per a més de dotze espectacles i quatre pel·lícules. Algunes de les seves obres més famoses inclouen "The Man I Love", "Fascinating Rhythm", "Someone to Watch Over Me", "I Got Rhythm" i "They Can't Take That Away from Me". La seva col·laboració va continuar fins a la sobtada mort de George d'un tumor cerebral el 1937. Després de la mort del seu germà, Ira va esperar gairebé tres anys abans d'escriure de nou.
Després d'aquest interludi, es va unir a compositors talentosos com Jerome Kern (Les models), Kurt Weill (Where Do We Go from Here? i Lady in the Dark), i Harold Arlen (A Star Is Born). Durant els catorze anys següents, Gershwin va continuar escrivint la lletra de moltes bandes sonores de pel·lícules i alguns espectacles de Broadway. Però el fracàs de Park Avenue, el 1946, un espectacle "intel·ligent" sobre el divorci, co-escrit amb el compositor Arthur Schwartz, va ser el seu comiat de Broadway. Com va escriure en el seu moment, "estic llegint un parell d'històries per a la seva possible musicalització (si existeix tal paraula), però espero que no m'agradin perquè crec que em mereixo un llarg descans". El 1947, va agafar onze cançons que George havia escrit però mai havia utilitzat, els va donar noves lletres i les va incorporar a la pel·lícula de Betty Grable The Shocking Miss Pilgrim i més tard va escriure lletres còmiques per a la pel·lícula de Billy Wilder Kiss Me, Stupid, encara que la majoria dels crítics creuen que la seva gran obra final va ser per a la pel·lícula de 1954 de Judy Garland A Star Is Born.
El cantant, pianista i historiador musical Michael Feinstein va treballar per a Gershwin en els darrers anys del lletrista, ajudant-lo amb el seu arxiu. Diversos tresors musicals perduts van ser desenterrats durant aquest període, i Feinstein va interpretar alguns dels materials. El llibre de Feinstein The Gershwins and Me: A Personal History in Twelve Songs about working for Ira and George and Ira's music es va publicar a la tardor de 2012.

## Premis i honors
Tres de les cançons de Gershwin ("They Can't Take That Away from Me" (1937), "Long Ago and Far Away" (1944) i "The Man That Got Away" (1954)) van ser nominades a l'Oscar a la millor cançó original, encara que cap va guanyar.
Gershwin, juntament amb George S Kaufman i Morrie Ryskind, va ser guardonat amb el Premi Pulitzer de 1932 per Drama per Of Thee I Sing.
El George and Ira Lifetime Musical Achievement Award va ser establert el 1988 per la UCLA per honrar els germans per la seva contribució a la música i pel seu regal a la UCLA de la cançó per la lluita "Strike Up the Band for UCLA." Els guanyadors posteriors inclouen Angela Lansbury (1988), Ray Charles (1991), Mel Tormé (1994), Bernadette Peters (1995), Frank Sinatra (2000), Stevie Wonder (2002), k.d. lang (2003), James Taylor (2004), Babyface (2005), Burt Bacharach (2006), Quincy Jones (2007), Lionel Richie (2008) i Julie Andrews (2009).

## Vida personal
Es va casar amb Leonor (née Strunsky) el 1926. Va morir a Beverly Hills, Califòrnia, el 17 d'agost de 1983 a l'edat de 86 anys. Va ser enterrat al cementiri Westchester Hills, a Hastings-on-Hudson, Nova York.

## Cançons notables
- "But Not For Me"
- "Embraceable You"
- "I Can't Get Started"
- "I Got Rhythm"
- "Nice Work if You Can Get It"
- "The Man I Love"
- "They Can't Take That Away from Me"
- "Someone to Watch Over Me"
- "'S Wonderful"
- "The Man That Got Away"
- "Strike Up the Band"